# Шубін Віталій Миколайович
Віталій Миколайович Шубін (нар. 25 квітня 1982) — український юрист, державний службовець. З 9 жовтня 2019 року — перший заступник Міністра енергетики та захисту довкілля України.
В.о. Міністра енергетики та захисту довкілля України (з 10 березня по 16 квітня 2020 року).

## Життєпис

### Освіта
2004 року закінчив Київський університет туризму, економіки і права (спеціальність «Правознавство»). 2011 року закінчив Національну академію державного управління при Президентові України (спеціальність «Державне управління»).

### Трудова діяльність
Липень 2004 — жовтень 2011 — юрисконсульт відділу претензійно-позовної роботи, юрисконсульт II категорії, юрисконсульт I категорії, провідний юрисконсульт, начальник юридичного відділу Департаменту правового забезпечення Державного підприємства «Енергоринок».
Жовтень 2011 — червень 2012 — головний спеціаліст відділу взаємодії з державними компаніями ТОВ «ДТЕК ПАУЕР ТРЕЙД».
Червень 2012 — жовтень 2014 — головний спеціаліст відділу регуляторної роботи, менеджер відділу з регуляторної роботи, начальник відділу із супроводження регуляторних проектів ТОВ «ДТЕК».
Листопад 2014 — листопад 2016 — керівник Юридичного департаменту, заступник директора з регуляторної діяльності та розвитку енергетичних проектів ТОВ «Енергетичні ресурси України».
2017–2018 — директор, директор за сумісництвом ТОВ «Арцизька вітрова електростанція», очолював за сумісництвом ТОВ «Ізмаїльська вітрова електростанція», ТОВ «Кілійська вітрова електростанція», ТОВ «Суворівська вітрова електростанція» (Одеська область).
З лютого 2018 року — директор ТОВ «Дніпро-Бузька вітрова електростанція» (с. Олександрівка, Білозерський район, Херсонська область).
Член наглядової ради приватного акціонерного товариства «Укргідроенерго».